# Anton Dohrn
Felix Anton Dohrn (Stettino, 29 dicembre 1840 – Monaco di Baviera, 26 settembre 1909) è stato uno zoologo tedesco.
Fu uno dei massimi darwinisti tedeschi e il fondatore e primo direttore della Stazione zoologica Anton Dohrn di Napoli.
Dohrn nacque a Stettino, Pomerania, in una famiglia appartenente alla borghesia benestante. Suo nonno, Heinrich Dohrn, era stato un mercante di vino e di spezie, e aveva creato il patrimonio della famiglia vendendo zucchero. Questo benessere consentì al padre di Anton, Carl August, di dedicarsi ai suoi innumerevoli hobby: i viaggi, la musica folclorica, gli insetti. Anton, il più giovane fra i suoi figli, studiò zoologia e medicina in diverse università tedesche (Königsberg, Bonn, Jena e Berlino), con scarsa applicazione ed entusiasmo.

## Introduzione al Darwinismo
Le sue idee cambiarono nell'estate del 1862 quando egli ritornò a studiare a Jena, dove Ernst Haeckel lo aveva introdotto alle opere e alle teorie di Darwin. Dohrn divenne un fervente difensore delle teorie di Darwin sulla evoluzione per selezione naturale.
A quel tempo la embriologia comparativa era la pietra miliare degli studi evoluzionistici morfologici, basati sulla teoria della ricapitolazione di Haeckel, basati sull'idea che un organismo durante il suo sviluppo embrionale passasse attraverso i principali stadi del passato evoluzionistico della sua specie. La morfologia divenne una delle principali strade attraverso cui gli zoologi cercarono di espandere le teorie darwiniane negli ultimi anni del XIX secolo. Dohrn scelse di diventare un "morfologista darwiniano".
Dohrn ottenne il dottorato nel 1865 a Breslavia, e la sua abilitazione nel 1868 a Jena. Durante quel periodo, egli lavorò innumerevoli volte in località vicine al mare: sull'isola di Helgoland insieme con Ernst Haeckel nel 1865, Amburgo nel 1866, Millport in Scozia con David Robertson nel 1867-1868; durante l'inverno del 1868 si trasferì a Messina, in Italia, insieme al suo amico e collega russo Nicolai Miklukho-Maklai. Nel 1882 divenne socio della Società dei Naturalisti in Napoli.

## Sviluppo delle "stazioni marine"
A Messina, Dohrn e Micloukho-Maklai concepirono un piano per coprire il globo con una rete di stazioni di ricerca zoologiche, analogo alle stazioni ferroviarie, dove gli scienziati avrebbero potuto fermarsi, collezionare materiali, fare osservazioni e condurre esperimenti, prima di spostarsi verso la successiva stazione. Dohrn comprese quanto importante sarebbe stato per gli scienziati arrivare in una località e trovare un laboratorio pronto per l'uso. Dohrn affittò due stanze per la "Stazione Zoologica di Messina", ma presto capì le difficoltà tecniche dello studiare la vita marina senza una struttura permanente e di supporto, come un personale esperto e una libreria.

## Fondazione della Stazione Zoologica

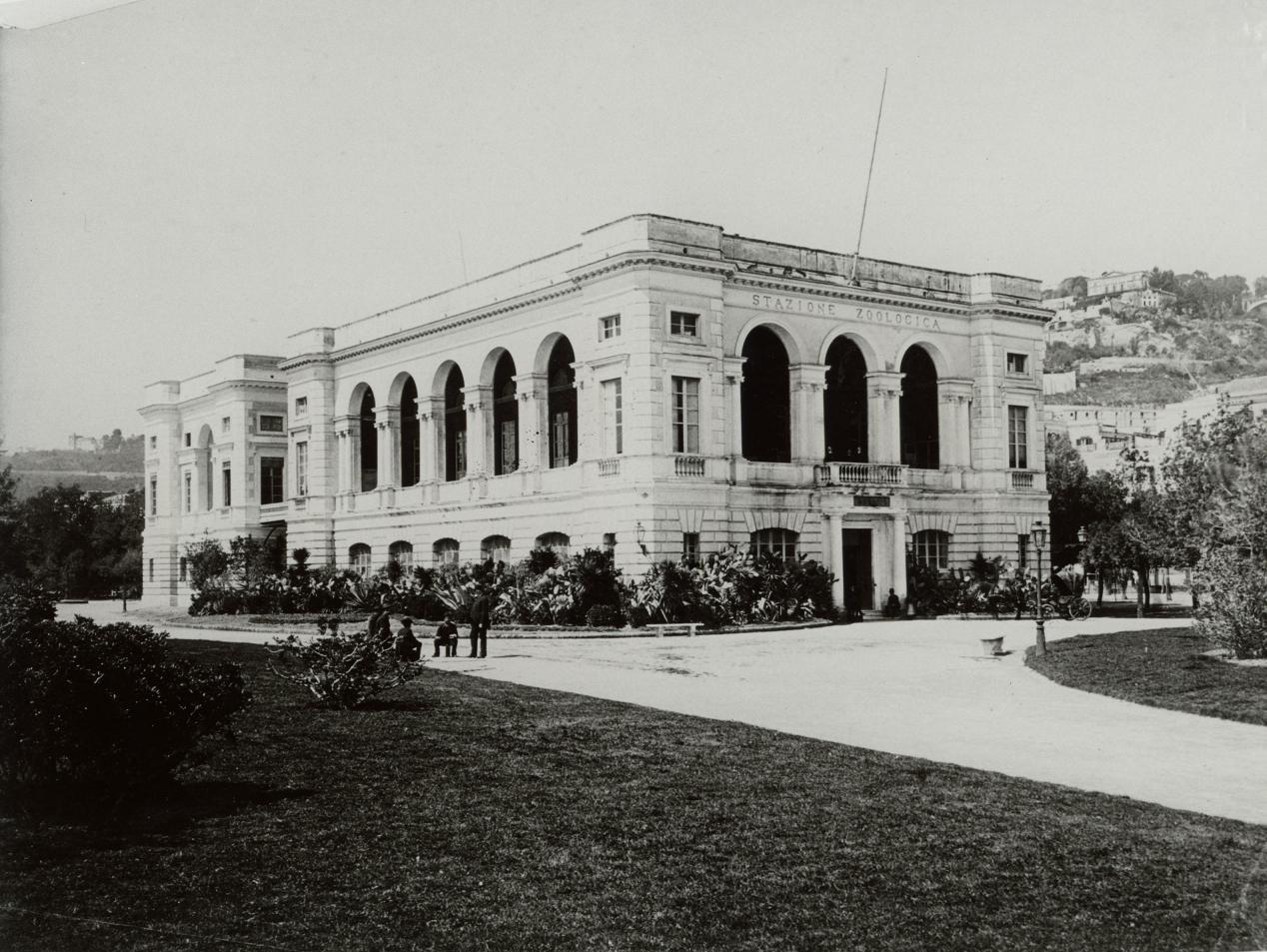
Stazione Zoologica Anton Dohrn, Napoli

Nel 1870 Dohrn decise che Napoli sarebbe stato un posto migliore per la sua Stazione. Questa scelta fu dovuta alla ricchezza biologica del Golfo di Napoli e anche alla possibilità di iniziare un istituto di ricerca d'importanza internazionale in una grande città universitaria come Napoli, che aveva essa stessa un forte elemento internazionale.
Dopo aver visitato un acquario aperto da poco tempo a Berlino, decise che aprire al pubblico un acquario a pagamento avrebbe garantito al laboratorio abbastanza soldi da pagare il salario a un assistente permanente. Napoli, con una popolazione di 500 000 abitanti, era una delle più grandi e attraenti città d'Europa, e aveva anche un considerevole flusso di turisti (30.000 all'anno) che avrebbero potuto essere potenziali visitatori dell'acquario.
Dohrn riuscì a vincere i dubbi delle autorità cittadine e le persuase ad assegnargli gratis un piccolo terreno sulla riva del mare, nella bella Villa Comunale, a condizione di costruire la Stazione Zoologica a sue spese.
Dohrn aprì la Stazione agli scienziati in visita nel settembre del 1873, e al pubblico generale nel gennaio del 1874.
Nel 1875 pubblicò "Der Ursprung der Wirbeltiere und das Prinzip des Funktionswechsels: Genealogische Skizzen" nel quale propose la teoria del "turn over"  sull'origine dei vertebrati.

## Il sistema "Bench"

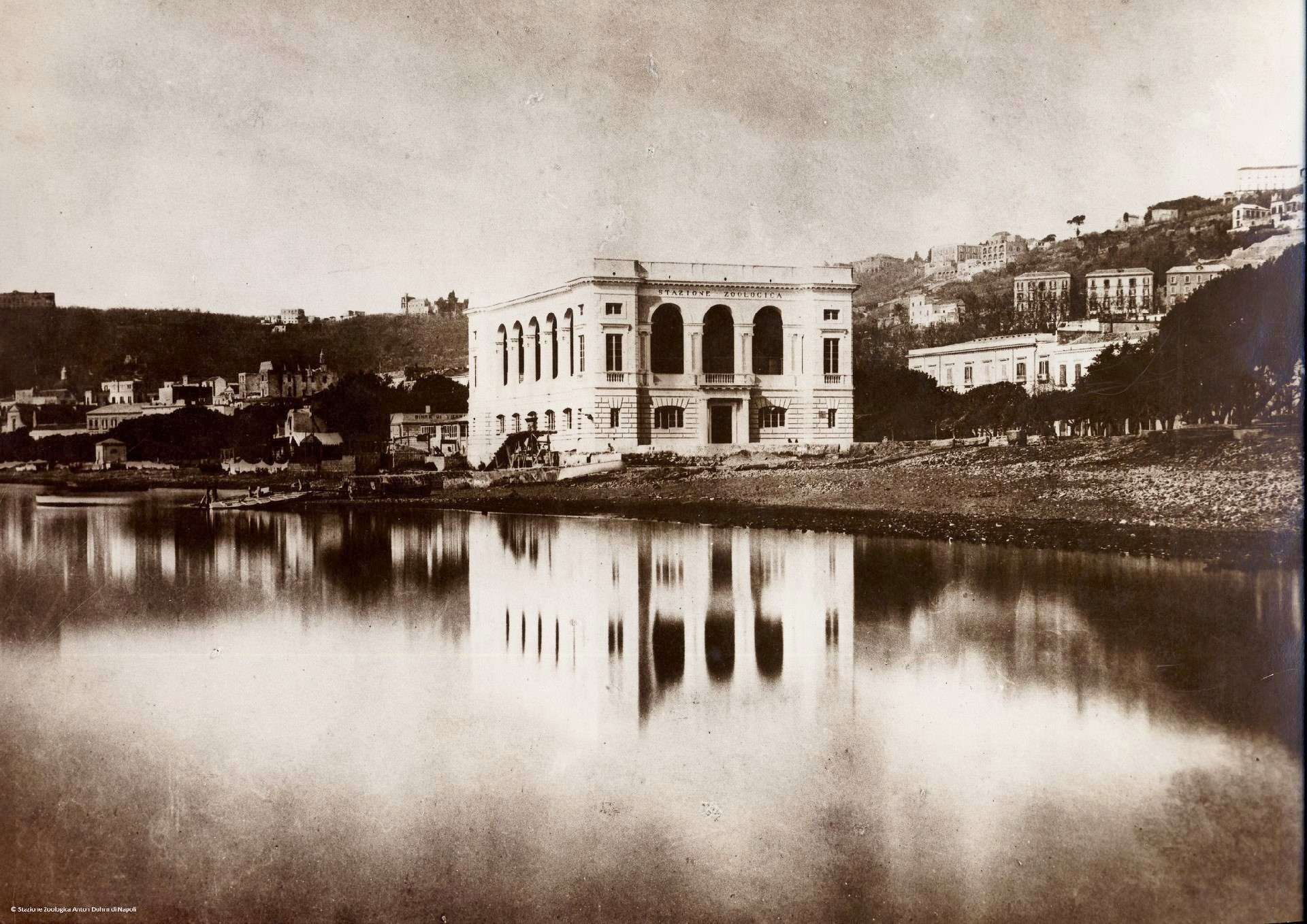
La stazione Zoologica poco dopo la sua costruzione nel 1872

Con l'intenzione di promuovere lo status internazionale della Stazione e di garantirne l'indipendenza politica ed economica e la libertà di ricerca, Dohrn introdusse una serie di innovativi metodi per finanziare il suo progetto. Per prima cosa, l'affitto del lavoro e dello spazio di ricerca (il "sistema Bench"): per una tariffa universitaria annuale, governi, istituzioni scientifiche, fondazioni private o individui avrebbero potuto mandare per un anno uno scienziato alla Stazione, dove egli avrebbe trovato a disposizione tutto l'occorrente per condurvi ricerche (fornitura animale, chimica, un'eccezionale libreria e un esperto staff). Queste strutture erano offerte senza legami, nel senso che gli studiosi erano del tutto liberi di condurre i propri progetti e le proprie idee.
Questo sistema funzionò estremamente bene, e quando Anton Dohrn morì nel 1909 più di 2200 scienziati dall'Europa e dagli Stati Uniti avevano lavorato a Napoli, e più di 50 tabelle-per-anno erano state noleggiate. Fu di fatto a Napoli che fu inventata la collaborazione scientifica internazionale in senso moderno, basata su veloci e libere comunicazioni di idee, metodi e risultati.

## Eredità

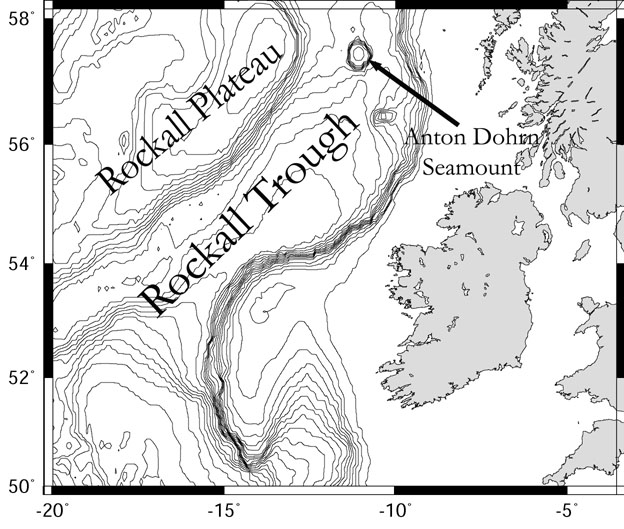
Collocazione dellAnton Dohrn Seamount

Il successo della Stazione Zoologica e il nuovo modo di condurre e finanziare le ricerche rappresentano le principali eredità di Dohrn. Il modello fu copiato innumerevoli volte in tutto il mondo. Nel 1878 la Johns Hopkins University fondò il Chesapeake Zoological Laboratory, sotto la direzione di W.K. Brooks. Poi, nel 1888, il Marine Biological Laboratory fu fondato a Woods Hole e nel 1892 il primo laboratorio sulla west coast, l'Hopkins Marine Station, aprì in California. In Inghilterra, gli attuali laboratori marini originati da quel periodo includono il Dunstaffnage Marine Station (oggi SAMS, 1884), il Gatty Marine Laboratory (University of St Andrews, 1884), il Marine Biological Association of the United Kingdom (Plymouth, 1888), il Dove Marine Laboratory (Newcastle University, 1897), il Fisheries Research Laboratory (Aberdeen, 1899), e il Bangor Marine Station (Queen's University of Belfast, 1903).
Il nome di Dohrn è stato immortalato in una struttura sottomarina, l'Anton Dohrn Seamount, una montagna sottomarina nella Rockall Trough, nel nord-ovest delle British Isles, il quale è noto per la grande biodiversità che vive nel corallo (Lophelia pertusa) delle acque fredde di quella regione.

## Entomologia

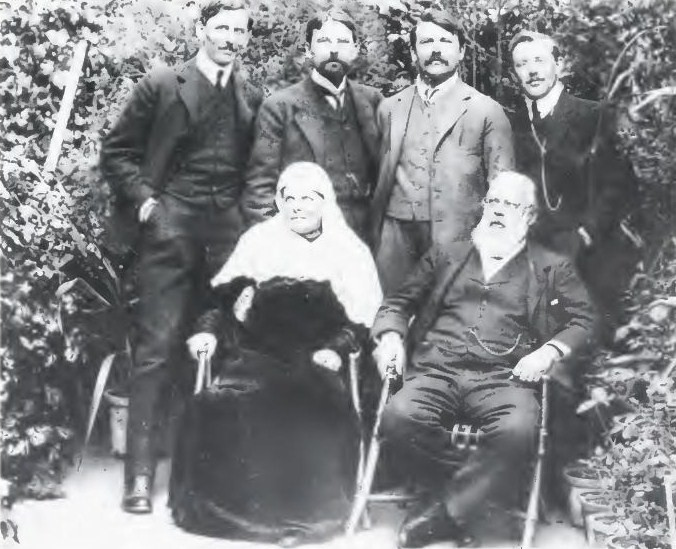
La famiglia Dohrn. Seduti Anton e sua moglie Marie. In piedi, i figli (da sinistra a destra) Reinhard (1880-1962), Boguslav (Bux) Dohrn (1875-1960), Wolf (1878-1914), Harald (1885-1945).

Anton Dohrn condivise gli interessi di suo padre verso l'entomologia. Prima della sua morte consegnò alla Società Entomologica di Stettino, della quale era membro, la sua collezione mondiale di Hemiptera.

## Vita privata
Nel 1874 Anton Dohrn sposa a Napoli Maria Egorovna Baranovskaja (1856-1918), figlia di Egor Ivanovič Baranovskij (1821-1914, diplomatico di origini russo-polacche), la quale gli dà quattro figli, Boguslaw (1875-1960), Wolfgang (1878-1914), Harald (1885-1945) e Reinhard (o Rinaldo, 1880-1962). La residenza dei coniugi fu dapprima la Reggia di Portici, poi il Palazzo Torlonia; successivamente Anton decide di costruire una casa a Napoli in via Crispi, nel rione Amedeo, abbandonando il progetto di costruire una villa a Posillipo.
Tra fine '800 e inizio '900 la Stazione Zoologica e la casa dei Dohrn diventano centri culturali in cui lo stesso scienziato organizza concerti, gite ed escursioni verso Capri, Ischia (ove la famiglia Dohrn fa costruire una villa, Villa Acquario) e le località della costiera amalfitana e Sorrentina, ospitando i maggiori studiosi internazionali. Alla morte di Anton Dohrn, la direzione della Stazione passa al figlio Reinhard, che prosegue la sua opera culturale, con una parentesi durante la I Guerra Mondiale, quando i beni della famiglia (in quanto di origine tedesca) vengono confiscati e nazionalizzati. Negli anni '20 Reinhard riesce a riottenere il possesso della casa nel rione Amedeo e a farsi nominare direttore a vita della Stazione, rafforzando il suo ruolo scientifico e i suoi rapporti internazionali.